# منزل حنظل (حبيش)

تعديل مصدري - تعديل

منزل حنظل محلة تابعة لقرية الصوفي، التابعة لعزلة ربع ظلمة بمديرية حبيش إحدى مديريات محافظة إب في الجمهورية اليمنية، بلغ تعداد سكانها 451 حسب تعداد اليمن لعام 2004.